# Navas de San Juan
Navas de San Juan là một đô thị trong tỉnh Jaén, Tây Ban Nha. Theo điều tra dân số 2005 (INE), đô thị này có dân số là 5083 người.
38°11′B 3°19′T / 38,183°B 3,317°T